# Mutazilisme
El mutazilisme (àrab: المعتزلة, al-mu`tazila, ‘els que s'abstenen’) va ser un corrent de pensament islàmic aparegut al segle viii, alhora i en paral·lel que el sunnisme i el xiisme, però que va desaparèixer definitivament al segle xiii, essencialment integrat pel sunnisme.
La teologia mutazilita es basava en la lògica i el racionalisme, inspirant-se en la filosofia grega i en la raó (logos), les quals intentava combinar amb les doctrines islàmiques i demostrar-ne la compatibilitat. Aquesta idea, represa diverses vegades pels altres corrents musulmans, de vegades amb reticència, va retrocedir clarament a partir del segle xiii, quan les autoritats religioses sunnites van considerar que la revelació divina no ha de ser sotmesa a la crítica humana. Així, a partir d'Averrois, es viu una "pèrdua d'audiència de la filosofia en benefici de la mística". Abans d'això, però, l'enfocament filosòfic mutazilita va viure moments de gran influència, arribant a ser considerat, durant certs períodes, "doctrina d'Estat" sota el Califat Abbàssida.
Les idees filosòfiques heretades del mutazilisme continuen en part vigents dins del xiisme zaydita, però limitades només a alguns aspectes.